# Europäisches Olympisches Winter-Jugendfestival 2015
Das Europäische Olympische Winter-Jugendfestival 2015 (European Youth Winter Olympic Festival 2015), fand vom 25. bis 30. Januar 2015 in Vorarlberg (Österreich) und Liechtenstein statt. Es war die 12. Winter-Auflage des Europäischen Olympischen Jugendfestivals, einer alle zwei Jahre stattfindenden Multisportveranstaltung für junge Sportler aus Europa, wobei die Veranstaltung erstmals in zwei Gastgeberländern ausgetragen wurde. Erfolgreichste Nation war Deutschland mit 20 gewonnenen Medaillen. Da jedoch Russland zwei Silbermedaillen mehr gewann, belegte Deutschland nur Rang zwei im Medaillenspiegel. Erstmals in der Geschichte des Festivals war der Eintritt zu allen Veranstaltungen und Wettbewerben frei. Insgesamt besuchten rund 20.000 Besucher die Wettkämpfe.

## Wettkampfstätten

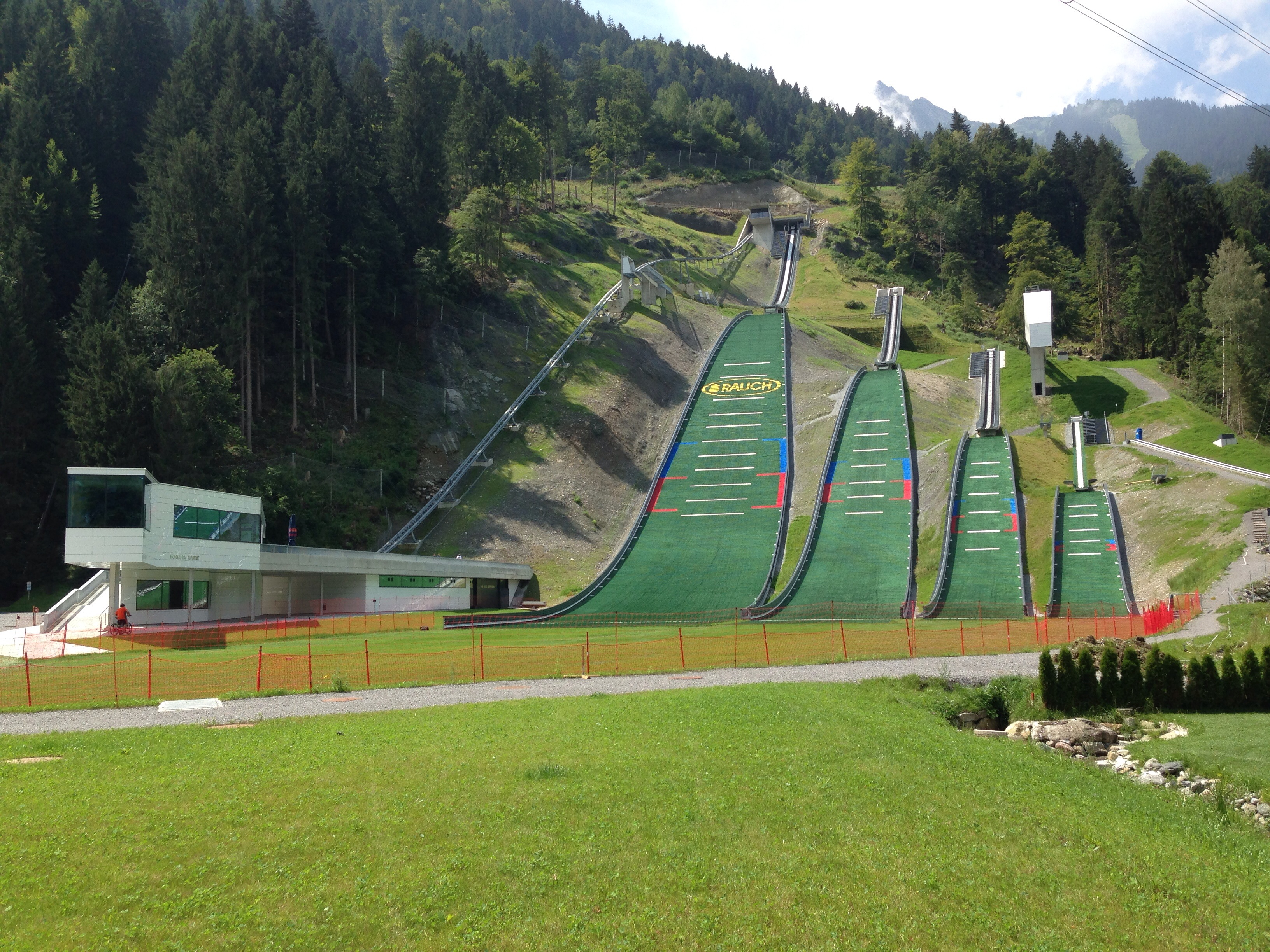
Schanzenzentrum Montafon – Austragungsort der Sprungwettbewerbe sowie der Eröffnungsfeier und der Medaillenzeremonien

Die Sportwettbewerbe wurden großteils in bereits bestehenden Anlagen und Sportstätten durchgeführt. Lediglich am Montafoner Schanzenzentrum wurde ein neues Stadion für die Eröffnungsfeier errichtet.
In Österreich:
- Bürserberg
  - Tschengla (Biathlon)
- Dornbirn
  - Messestadion Dornbirn (Eiskunstlauf)
- Gaschurn (Skilanglauf der Nordischen Kombination)
- Schruns (Hauptort des Festivals)
  - Hochjoch (Snowboard)
- St. Gallenkirch
  - Garfrescha (Ski Alpin)
- Tschagguns
  - Aktivpark Montafon (Eishockey)
  - Montafon Nordic Sportzentrum (Skispringen)

In Liechtenstein:
- Malbun (Ski Alpin)
- Steg (Skilanglauf)

## Sportarten, Zeitplan und Resultate
Legende zum nachfolgend dargestellten Wettkampfprogramm:
|  | Eröffnungs- und Abschlusszeremonie | x | Finalentscheidungen |

Letzte Spalte: Gesamtanzahl der Entscheidungen in den einzelnen Sportarten
| Eröffnung               |     |     |     |     |     |     |        |
| Biathlon                |     |     | 2   | 2   |     | 1   | 5      |
| Eishockey               |     |     |     |     |     | 1   | 1      |
| Eiskunstlauf            |     | 2   |     | 2   |     |     | 4      |
| Nordische Kombination   |     | 1   |     | 1   |     | 1   | 3      |
| Ski Alpin               |     | 1   | 1   | 1   | 1   | 1   | 5      |
| Skilanglauf             |     | 2   |     | 2   | 2   | 1   | 7      |
| Skispringen             |     |     | 2   |     | 1   | 1   | 4      |
| Snowboard               |     |     | 2   |     | 1   |     | 3      |
| Abschluss               |     |     |     |     |     |     |        |
| Medaillenentscheidungen |     | 6   | 7   | 8   | 5   | 6   | 32     |
|                         | So  | Mo  | Di  | Mi  | Do  | Fr  | Gesamt |
| Januar                  | 25. | 26. | 27. | 28. | 29. | 30. |        |

## Teilnehmer
| - Andorra - Armenien - Belarus - Belgien - Bosnien und Herzegowina - Bulgarien - Dänemark - Deutschland - Estland - Finnland - Frankreich - Georgien - Griechenland - Island - Irland - Italien - Kroatien - Lettland - Liechtenstein - Litauen - Luxemburg - Nordmazedonien | - Moldau - Monaco - Montenegro - Niederlande - Norwegen - Österreich - Polen - Portugal - Rumänien - Russland - San Marino - Serbien - Slowakei - Slowenien - Spanien - Schweden - Schweiz - Tschechien - Türkei - Ukraine - Ungarn - Vereinigtes Königreich - Zypern |

## Symbolik

### Maskottchen
Maskottchen des Festivals war das Murmeltier Alpy, welches in den Alpen heimisch ist und die heimische Tierwelt und Natur symbolisiert. Zudem beinhaltet die Darstellung laut den Veranstaltern „die Umwelt zu schonen, sowie verfügbare und ausschließlich nachhaltig geplante Ressourcen bei der Durchführung von Großsportveranstaltungen wie der Olympischen Jugendspiele zu nutzen.“ Der Name setzt sich aus ALP für Alpen und Y für Youth (deutsch Jugend). Zudem enthält der Name mit den Buchstaben A und L die Anfangsbuchstaben für Austria (deutsch Österreich) und Liechtenstein. Gestaltet wurde das Maskottchen von Schülern der HTL Dornbirn. Der Erstentwurf stammte von Marianna Ganahl. Gekleidet ist Alpy mit Lederhose und Farbelementen der beide Gastgeberländer, also rot, blau und weiß.

### Logo und Slogan
Das Logo enthält eine Sternschnuppe in den olympischen Farben als Symbol für Faszination und Energie. Der Slogan der Veranstaltung „Rock The Alps!“ entstand einer Facebook-Abstimmung.

### Olympisches Feuer
Das olympische Feuer wurde vom 21. bis 23. Januar 2015 durch die austragende Region von Schule zu Schule getragen. Der Entwurf der Fackel stammt von der HTL Bregenz. Schüler der jeweiligen Zielschulen begleiteten das Feuer auf ihren letzten Metern. Der Fackellauf endete im Montafon Nordic Sportzentrum in Tschagguns, wo am 25. Januar die Eröffnungsfeier stattfand.

### Botschafter
Für das Jugendfestival warben bereits vor der Veranstaltung als auch während der Sportwettkämpfe bekannte oder auch ehemalige Sportler. Neben den alpinen Skirennläufern Tina Weirather, Christina Ager, Marcel Mathis, Rainer Salzgeber, Patrick Ortlieb, Anita Wachter und Marco Büchel waren dies auch der Eishockeyspieler Reinhard Divis und der Skilangläufer Philipp Hälg. Auch die Snowboarder Alessandro Hämmerle und Markus Schairer gehören zu den Unterstützern. Für das Skispringen warb Ulrich Wohlgenannt.

## Medaillenspiegel
| Platz  | Mannschaft  | Gold | Silber | Bronze | Gesamt |
| ------ | ----------- | ---- | ------ | ------ | ------ |
| 1      | Russland    | 6    | 6      | 4      | 16     |
| 2      | Deutschland | 6    | 4      | 10     | 20     |
| 3      | Österreich  | 5    | 5      | 3      | 13     |
| 4      | Norwegen    | 4    | 4      | 3      | 11     |
| 5      | Frankreich  | 4    | 2      | 5      | 11     |
| 6      | Finnland    | 1    | 2      | 1      | 4      |
| 7      | Schweden    | 1    | 1      | –      | 2      |
| 7      | Slowenien   | 1    | 1      | –      | 2      |
| 9      | Kroatien    | 1    | –      | –      | 1      |
| 9      | Ukraine     | 1    | –      | –      | 1      |
| 11     | Bulgarien   | –    | 2      | –      | 2      |
| 12     | Tschechien  | –    | 1      | 1      | 2      |
| 13     | Italien     | –    | 1      | –      | 1      |
| 13     | Lettland    | –    | 1      | –      | 1      |
| 15     | Schweiz     | –    | –      | 3      | 3      |
| 16     | Belgien     | –    | –      | 1      | 1      |
| 16     | Polen       | –    | –      | 1      | 1      |
| Gesamt | Gesamt      | 30   | 30     | 32     | 92     |